# Aglia brunnea
Aglia brunnea är en fjärilsart som beskrevs av Barend J. Lempke 1960. Aglia brunnea ingår i släktet Aglia och familjen påfågelsspinnare. Inga underarter finns listade i Catalogue of Life.